# Marcello De Dorigo
Marcello De Dorigo (Rocca Pietore, Reino de Italia, 2 de junio de 1937 – Belluno, Italia; 9 de septiembre de 2024) fue un esquiador italiano especialista en esquí de fondo.

## Carrera
A nivel nacional fue campeón en 1963 en los 30 kilómetros y en los 15 kilómetros en 1960 y 1962 como miembro del Gruppi Sportivi Fiamme Gialle. Participó en dos ocasiones en los Juegos Olímpicos de Invierno, la primera de ellas fue a los 22 años en Squaw Valley 1960 donde terminó en el 9º lugar con un tiempo de 52'53"5 en la prueba de 15 km, y en 5º lugar con tiempo de 2h22'32"5 en la prueba de relevo por equipos junto a Giulio De Florian, Pompeo Fattor y Giuseppe Giuseppe Steiner.
4 años después participó en Innsbruck 1964 donde terminó en el lugar 27º con un tiempo de 55'26"1 en la prueba de los 15 km, en la posición 15º con 1h33'53"4 en la prueba de los 30 km; y en 5º lugar con tiempo de 2h21'16"8 en la prueba de relevo por equipos junto a Giulio De Florian, Franco Nones y Giuseppe Steiner.